# Sereď
Sereď er en by i det vestlige Slovakiet. Byen ligger i regionen Trnava , ved bredden af floden Váh. Den ligger kun 60 kilometer fra den slovakiske hovedstad  Bratislava. Byen har et areal på 30,45 km² og en befolkning på 15.737(2021) indbyggere.

## Eksterne links
- Officiel hjemmeside

- Wikimedia Commons har flere filer relateret til Sereď